# Adelphenaldis crassimembris
Adelphenaldis crassimembris är en stekelart som beskrevs av Fischer 2003. Adelphenaldis crassimembris ingår i släktet Adelphenaldis och familjen bracksteklar. Inga underarter finns listade i Catalogue of Life.